# Parc national des Tatras (Slovaquie)
Cet article concerne le parc national slovaque. Pour le parc national polonais, voir Parc national des Tatras (Pologne). Pour les autres significations, voir Parc national des Tatras.
Le parc national des Tatras (slovaque : Tatranský národný park) est le parc national le plus ancien de Slovaquie. Son territoire regroupe la chaine des Hautes Tatras, des Belianske Tatras et des Tatras occidentales sur une surface de 738 km².

## Histoire
Le parc a été créé en 1949 et il est le plus ancien des parcs nationaux slovaques. 
Depuis 1993, le TANAP et le TPN constituent ensemble une réserve de biosphère transfrontalière, désignation internationale de conservation des réserves naturelles créée par l'UNESCO dans le cadre du Programme sur l'homme et la biosphère (MAB). Depuis 2004, le parc national appartient au réseau écologique Natura 2000.

## Parc transfrontalier
Il existe deux parcs nationaux dans les Tatras : en Pologne (Tatrzański Park Narodowy TPN) et en Slovaquie (Tatranský národný park TANAP). Ce dernier a été créé en 1937 et a son statut actuel depuis 1954.

## Géographie
Le parc national des Tatras fait partie de la chaîne de montagne des Carpates occidentales. Il protège les zones slovaques de la chaîne de montagnes des Hautes Tatras dans les chaînes des Tatras orientales (Východné Tatry) et les zones des Chaînes des Tatras occidentales (Západné Tatry) . La partie ouest du parc national des Tatras est située dans la région de Žilina et la partie est dans la région de Prešov.
Le parc national couvre une superficie de 738 km² et la zone tampon autour du parc couvre une superficie de 307 km², soit 1045 km² au total. Le parc offre 600 km de sentiers pédestres et 16 pistes cyclables balisées et entretenues.
Il abrite le plus haut sommet slovaque, le Mont Gerlach (2655 m).
Il y a plus d’une centaine de tarns, ou lacs de montagne, dans le parc. Veľké Hincovo pleso est le plus grand avec une superficie de 0,2 km² et le plus profond avec 58 mètres.
Les cascades les plus populaires comprennent Studenovodské vodopády, Kmeťov vodopád, Vajanského vodopád, Roháčsky vodopád et Vodopád Skok. 
Environ 300 grottes sont situées dans le parc national, mais la grotte de Belianska (Belianska jaskyňa) est la seule ouverte au public. Elle est située près du village de Lendak.
Le plus long système de grottes découvert à ce jour est la grotte de Javorinka.

## Flore
Près des deux tiers du parc sont couverts de forêts, principalement d’épicéas et de pins de Norvège (Picea abies). L’arbre le plus répandu est l’épinette de Norvège, suivie du pin sylvestre, du pin suisse (Pinus cembra), du mélèze d’Europe (Larix decidua) et du pin des montagnes. Les arbres feuillus, en particulier les érables, poussent principalement dans les Tatras de Belianske.
Environ 1 300 espèces de plantes vasculaires poussent dans le parc, dont 37 sont endémiques aux Tatras, 41 sont endémiques aux Carpates occidentales et 57 sont endémiques aux Carpates.

## Faune

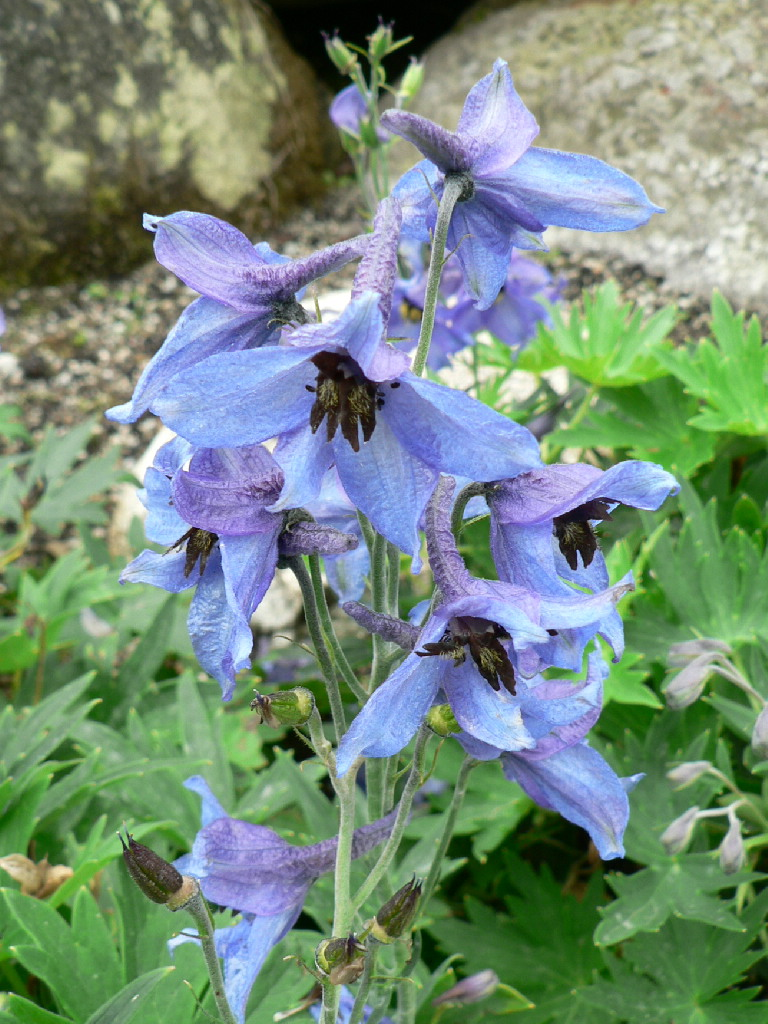
Pied géant des Tatras

Les animaux sont représentés par 115 espèces d’oiseaux, 42 mammifères, 8 reptiles et 3 amphibiens. Il existe également de nombreux invertébrés. Les reliques notables de l’ère glaciaire sont la crevette fée Branchinecta paludosa, le pic tridactyle, l’ouzel à anneaux, le casse-noix mouchecheté. 
Les mammifères du parc comprennent le chamois endémique des Tatras (Rupicapra rupicapra tatrica), qui est une espèce en danger critique d’extinction de l’UICN. Les autres mammifères comprennent l’ours brun, le lynx (40 environ), la martre, le loup (environ 20), le cerf élaphe (450) le renard et la marmotte alpine.

## Galerie

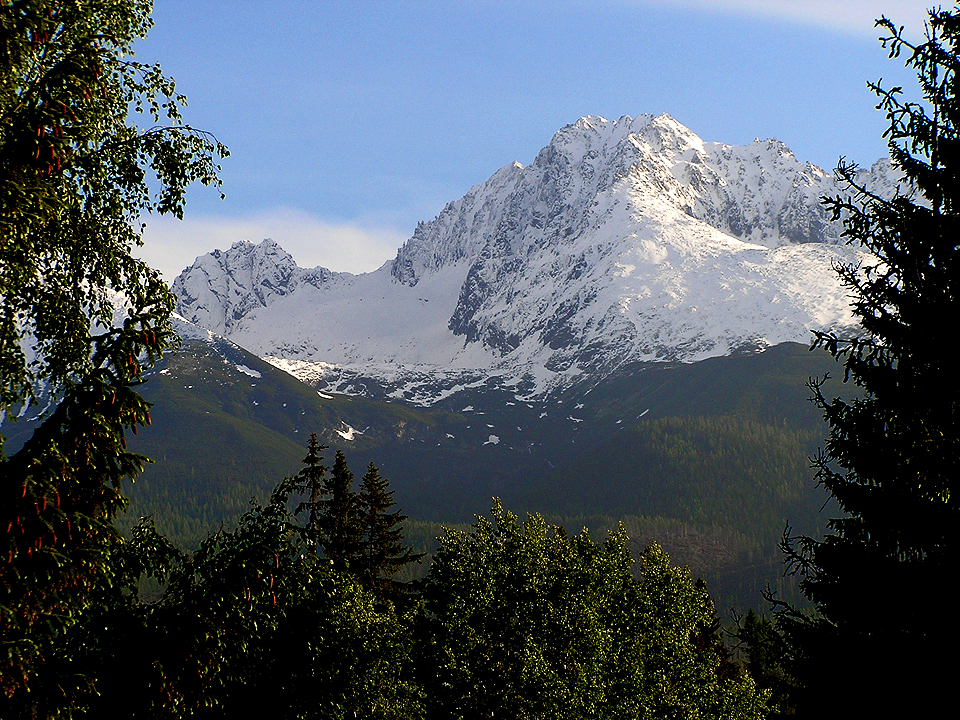
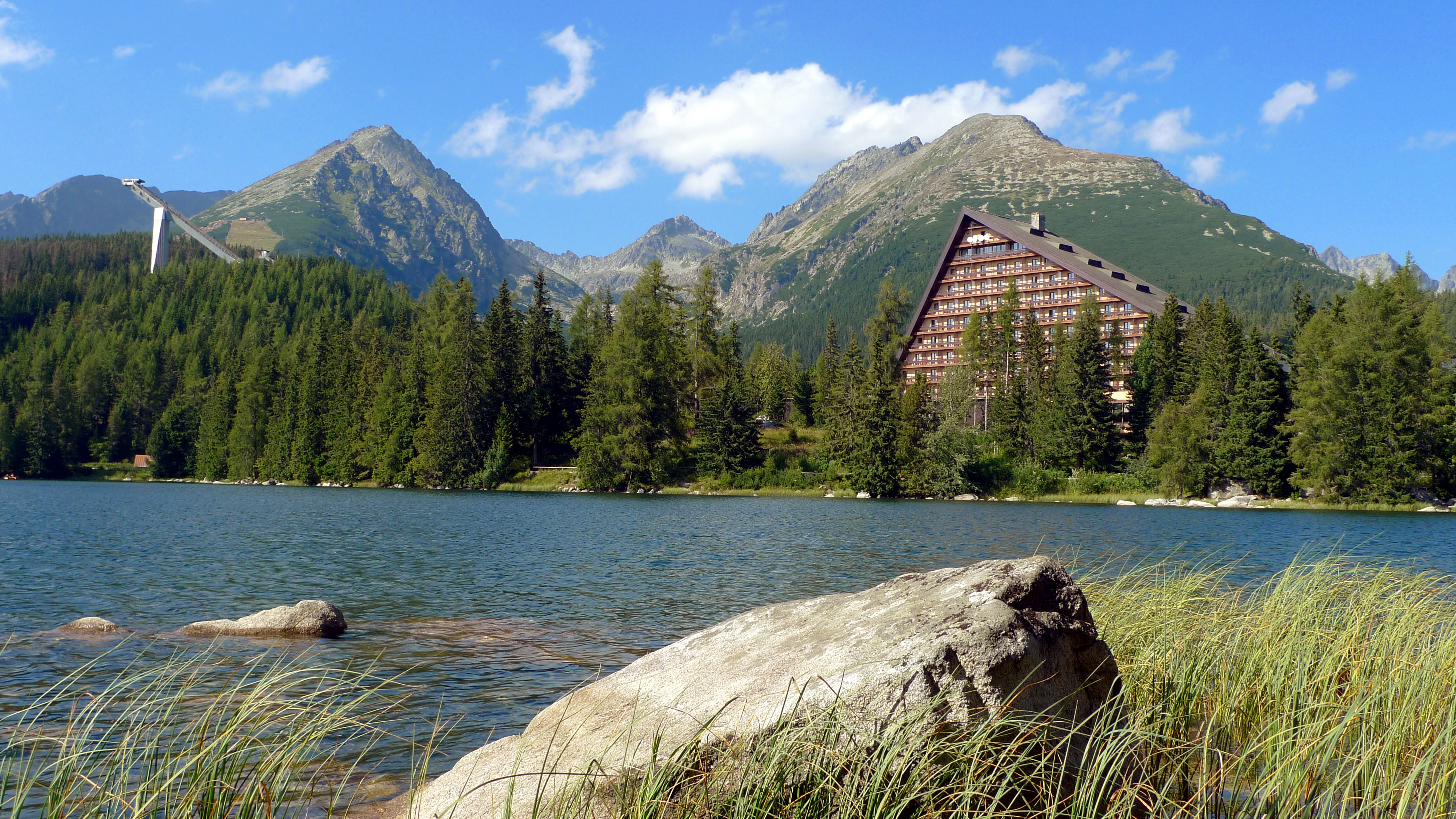
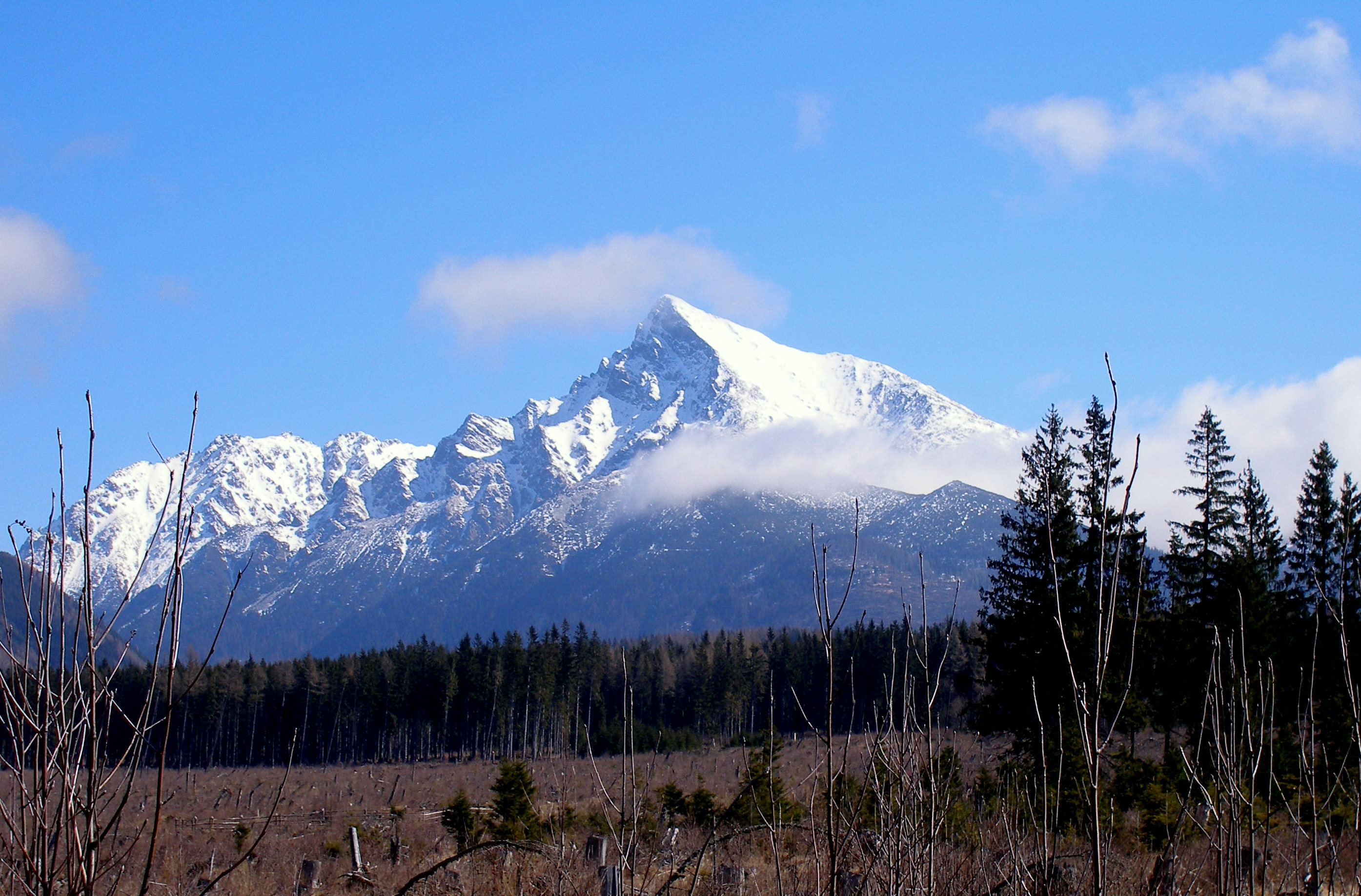

### Climat
| Mois                                             | jan.       | fév.       | mars       | avril      | mai       | juin      | jui.      | août      | sep.      | oct.       | nov.       | déc.       | année      |
| ------------------------------------------------ | ---------- | ---------- | ---------- | ---------- | --------- | --------- | --------- | --------- | --------- | ---------- | ---------- | ---------- | ---------- |
| Température minimale moyenne (°C)                | −7,3       | −7,3       | −5,1       | −0,6       | 3,9       | 7,3       | 9         | 8,8       | 5         | 1,4        | −1,7       | −5,7       | 0,6        |
| Température moyenne (°C)                         | −3,9       | −3,7       | −1,5       | 3,3        | 8,5       | 12,1      | 13,7      | 13,4      | 9         | 5,1        | 1,4        | −2,5       | 4,6        |
| Température maximale moyenne (°C)                | 0,4        | 0,8        | 3,2        | 8,6        | 13,5      | 17        | 18,8      | 18,9      | 14,2      | 10,2       | 5,4        | 1,2        | 9,4        |
| Record de froid (°C) date du record              | −26,2 2017 | −25,3 2012 | −21,9 2018 | −13,2 1995 | −8,2 2007 | −1,5 2006 | 1,1 2007  | 0,4 1998  | −4 2007   | −12,7 2003 | −17,3 1999 | −20,5 2009 | −26,2 2017 |
| Record de chaleur (°C) date du record            | 12 2007    | 14,5 1998  | 18,4 2014  | 22,5 2012  | 26 2005   | 29,1 2021 | 30,9 2007 | 30,1 2000 | 27,3 2015 | 25,6 2000  | 22,3 2008  | 14,6 2015  | 30,9 2007  |
| Précipitations (mm)                              | 94         | 84,3       | 115,5      | 121,6      | 194,2     | 211,7     | 239,2     | 159,4     | 176       | 125,3      | 101        | 87,7       | 1 709,9    |
| dont neige (cm)                                  | 1 314,9    | 1 605,8    | 1 406,5    | 456,3      | 11,6      | 0,7       | 0         | 0         | 2,3       | 54,7       | 269,1      | 671,3      | 5 793,2    |
| Nombre de jours avec précipitations              | 13,8       | 13         | 14,2       | 13,3       | 16,7      | 16,1      | 15,9      | 12,1      | 12,1      | 12,8       | 11,6       | 13,3       | 164,9      |
| dont nombre de jours avec précipitations ≥ 10 mm | 2,7        | 2,2        | 3          | 3,9        | 5,9       | 6,9       | 7,5       | 5         | 5,7       | 3,5        | 2,9        | 2,9        | 52,1       |
| Humidité relative (%)                            | 88         | 87,8       | 89,9       | 89,9       | 87,2      | 87,9      | 85,9      | 85,9      | 90,1      | 89,9       | 86,3       | 85,9       | 87,9       |

| Diagramme climatique                                  |             |              |              |              |            |            |              |          |              |            |             |
| J                                                     | F           | M            | A            | M            | J          | J          | A            | S        | O            | N          | D           |
| 0,4−7,394                                             | 0,8−7,384,3 | 3,2−5,1115,5 | 8,6−0,6121,6 | 13,53,9194,2 | 177,3211,7 | 18,89239,2 | 18,98,8159,4 | 14,25176 | 10,21,4125,3 | 5,4−1,7101 | 1,2−5,787,7 |
| Moyennes : • Temp. maxi et mini °C • Précipitation mm |             |              |              |              |            |            |              |          |              |            |             |